# Persephonaster sphenoplax
Persephonaster sphenoplax är en sjöstjärneart som först beskrevs av Bell 1892.  Persephonaster sphenoplax ingår i släktet Persephonaster och familjen kamsjöstjärnor. Inga underarter finns listade i Catalogue of Life.